# Belew-Nunatak
Der Belew-Nunatak (bulgarisch Белев нунатак Belew nunatak; englisch Belev Nunatak) ist ein 58 m hoher Nunatak auf der Livingston-Insel im Archipel der Südlichen Shetlandinseln. Er ragt 2,3 km nordöstlich des Snow Peak und 750 m südsüdwestlich des Avitohol Point auf.
Britische Wissenschaftler kartierten ihn 1968, bulgarische 2009 und 2017. Die bulgarische Kommission für Antarktische Geographische Namen benannte ihn im April 2021 nach Krasimir Belew, der an der Errichtung der St.-Kliment-Ohridski-Station beteiligt war.